# San Isidro Club
Der San Isidro Club (SIC) ist ein Rugby Union Verein in San Isidro, Buenos Aires, Argentinien. Er ist Mitglied der Unión de Rugby de Buenos Aires (URBA).
Der Verein wurde am 14. Dezember 1935 gegründet, nachdem einige Spieler und Teile vom Management des Vereins CASI wegen ideologischen Differenzen hinausgeworfen wurden. Der Verein gewann 23 mal die regionalen Meisterschaften und wurde zu einer der wichtigsten URBA Mannschaften, speziell nach den 1970ern.
Die Spiele zwischen SIC und CASI sind seit der Spaltung, die San Isidro teilte, umkämpfte Lokalderbies.

## Titel
U.R.B.A.: 1939, 1941, 1948, 1970 (zusammen mit Club Universitario de Buenos Aires, auch CUBA genannt), 1971, 1972, 1973, 1977, 1978, 1979, 1980, 1983, 1984, 1986, 1987, 1988, 1993, 1994, 1997, 1999, 2002, 2003 und 2004.
Nacional de Clubes: 1993, 1994, 2006 und 2008.